# Vincenzo Del Signore
Vincenzo Del Signore (Saltara, 14 marzo 1881 – Fano, 13 marzo 1967) è stato un vescovo cattolico italiano.

## Biografia
Nacque a Saltara il 14 marzo 1881, da Pasquale Del Signore e Candida Dominici. Fu ordinato presbitero il 19 settembre 1903. Prima di ricevere la nomina episcopale fu rettore del Pontificio Seminario Regionale e vicario capitolare.
Papa Pio XI lo nominò vescovo di Fano il 20 settembre 1937. Il 24 ottobre successivo ricevette la consacrazione episcopale per l'imposizione delle mani dell'allora vescovo titolare di Famagosta Ettore Castelli, insieme ai vescovi coconsacranti Luigi Ferri e Oddo Bernacchia, nella cattedrale di Santa Maria Assunta di Fano. Il 13 gennaio 1938 prese possesso della diocesi mentre l'11 febbraio dello stesso anno fece il solenne ingresso. Durante il suo ministero pastorale riservò più volte una particolare attenzione alle vocazioni sacerdotali e religiose.
Nel periodo della Seconda guerra mondiale fu testimone della distruzione di chiese, campanili e abitazioni. Mentre i nazisti si stavano ritirando, assunse la carica di podestà della città di Fano e cercò di evitare la distruzione dei campanili della città fanese, tuttavia il giorno 27 agosto 1944 ne furono abbattuti sei. Nel dopoguerra fu poi occupato nella ricostruzione fisica e spirituale della diocesi. Nel 1947 istituì perciò l'adorazione eucaristica perpetua nella chiesa di san Tommaso di Fano. Il 3 settembre 1955 il consiglio comunale fanese deliberò l'attribuzione della cittadinanza onoraria al vescovo Del Signore per il suo operato in tempi così difficili. Prese inoltre parte al Concilio Vaticano II.
Sfinito dall'età e da mali fisici, lasciò la sua diocesi nel 1966 e morì, poco dopo, il 13 marzo 1967. Le sue spoglie sono state deposte nella cattedrale dell'Assunta di Fano.

## Genealogia episcopale e successione apostolica
La genealogia episcopale è:
- Cardinale Scipione Rebiba
- Cardinale Giulio Antonio Santori
- Cardinale Girolamo Bernerio, O.P.
- Arcivescovo Galeazzo Sanvitale
- Cardinale Ludovico Ludovisi
- Cardinale Luigi Caetani
- Cardinale Ulderico Carpegna
- Cardinale Paluzzo Paluzzi Altieri degli Albertoni
- Papa Benedetto XIII
- Papa Benedetto XIV
- Cardinale Enrico Enriquez
- Arcivescovo Manuel Quintano Bonifaz
- Cardinale Buenaventura Córdoba Espinosa de la Cerda
- Cardinale Giuseppe Maria Doria Pamphilj
- Papa Pio VIII
- Papa Pio IX
- Cardinale Alessandro Franchi
- Cardinale Giovanni Simeoni
- Cardinale Vincenzo Vannutelli
- Cardinale Giovanni Battista Nasalli Rocca di Corneliano
- Vescovo Ettore Castelli
- Vescovo Vincenzo Del Signore

La successione apostolica è:
- Vescovo Costanzo Micci (1959)